# Jacques Mwepu
Jacques Kangulungu Mwepu, född 10 april 1965 i Demokratiska republiken Kongo (Kongo Kinshasa), är en svensk kriminalvårdschef. 

## Biografi
När Mwepu var tonåring i sitt hemland Demokratiska republiken Kongo (Kongo Kinshasa) studerade han till präst, men efter fyra år hoppade han av utbildningen. Han hade starka åsikter och ville ge uttryck för dem, vilket skulle bli svårt att kombinera med dogmatisk lydnad. Mwepu engagerade sig i frågor kring mänskliga rättigheter. Han blev under tiden som juridikstudent obekväm för den politiska makten, då han hade börjat engagera sig politiskt. Det angiverisystem som fanns gjorde att protesterande studenter fick problem. Under 30–40 år hade Kongo varit i krig och varje diktator hade efterträtts av en ny. Mwepu förföljdes av regimen och flydde till Zambia, där han fick stanna ett par månader i flyktingläger. Sedan utvaldes han som kvotflykting av FN. Han fick då välja mellan länderna Kanada, Australien och Sverige. Mwepu kände till Dag Hammarskjöld och Olof Palmes arbete mot apartheid i Sydafrika och han valde Sverige, som var känt som en humanitär nation.
Mwepu började feriearbeta på Hällbyanstalten 1998. Därefter uttogs han till det första kriminalvårdsinspektörsprogrammet och arbetade sedan på Mariefredsanstalten och Hällbyanstalten. Han studerade också och tog magisterexamen i kriminologi. Efter sju år i kriminalvården blev Mwepu 2005 den första som skickades som kriminalvårdsexpert på ett FN-uppdrag. Uppdraget innebar att förbättra fängelseförhållandena i Elfenbenskusten, som hade härjats av inbördeskrig. Mwepu fick medaljen i guld för utomordentliga insatser i FN:s tjänst.
År 2015 blev Mwepu chef för anstalten Hinseberg, Sveriges största kvinnofängelse, där han stannade i fyra år. År 2020 blev han chef för Kumlaanstalten, som har den största budgeten av de svenska kriminalvårdsanstalterna.
Mwepu var sommarvärd i P1 2022. Han är gift och har två barn.